# Villartelín
Villartelín (llamada oficialmente Santa Eufemia de Vilartelín) es una parroquia y una aldea española del municipio de Baralla, en la provincia de Lugo, Galicia.

## Topónimo
Vilartelín es un topónimo único en Galicia y en el resto de España. Según está documentado, por transcripciones ortográficas incorrectas, la parroquia está consagrada con el nombre de Santa Eufemia aunque el topónimo verídico ha sido siempre Santa Eugenia.

## Geografía
Sobre el suelo de la actual parroquia discurrieron sucesivamente la vía XIX y el Camino Real de Carlos III. Actualmente pasan por el la NVI y la A-6.
El entorno natural es espectacular. La masa arbórea es frondosa: castaños, robles, eucaliptos, pinos y chamayciparis.

## Historia
Parece que el actual Vilartelín puede tener sus orígenes en el seburro Tamalina o en el romano Timalinum.
En el inventario de la Mesa Canonical de Lugo (1160) se incluye la donación que había hecho Urraca Eriz "Villam de  Villar Telin quam dedic Orracha Eriz pro anima fillii sui Adelfonsi".
A mediados del siglo XVIII la parroquia tenía 143 habitantes.

## Organización territorial
La parroquia está formada por seis entidades de población:
- Calvela (A Calvela)[5]
- A Mocha
- Carballedo
- Santa Marta
- Vilanova
- Vilartelín

## Demografía

### Parroquia
| Gráfica de evolución demográfica de Villartelín (parroquia) entre 2000 y 2019 |
|                                                                               |
| Datos según el nomenclátor publicado por el INE.                              |

### Aldea
| Gráfica de evolución demográfica de Vilartelín (aldea) entre 2000 y 2019 |
|                                                                          |
| Datos según el nomenclátor publicado por el INE.                         |

## Cultura
La primera escuela data de 1923 aunque en la actualidad está en desuso y los niños cursan los estudios en la capitalidad del municipio de Baralla.

## Patrimonio
La iglesia actual data de 1970. Se trata de un edificio de una sola nave de bloques rectangulares de hormigón. En su interior se encuentra una alfombra roja cuya característica principal es que fue regalada por la primera pareja que contrajo matrimonio allí (1973) siendo párroco el Padre Mallo. Dos años más tarde se celebró el primer bautizo de la parroquia citada (hijo del matrimonio anterior). En abril de 2023 fue bautizada la hija de aquel niño. En el terreno anejo se encuentra el cementerio.

## Economía
La población se dedica en su mayoría a la agricultura y la ganadería siendo el tejido empresarial limitado. Es preciso destacar la presencia de Embutidos Núñez en la aldea de Carballedo y de Louseiros Sta.Marta en la aldea de Santa Marta.